# Wulfila diversus
Wulfila diversus là một loài nhện trong họ Anyphaenidae.
Loài này thuộc chi Wulfila. Wulfila diversus được Octavius Pickard-Cambridge miêu tả năm 1895.